# Ibne Alauame
O primeiro fólio do Livro Agrícola (Paris BnF Árabe 2804), manuscrito preservado mais antigo.
Ibne Alauame (em árabe: ابن العوام) ou Ibn al-'Awwam, também chamado Abu Zacaria ibne Alauame (em árabe: أبو زكريا بن العوام) e Abu Alcair Alisbili, foi um agrónomo árabe muçulmano que viveu em Sevilha no final do século XII. Escreveu um longo tratado de agronomia intitulado em árabe Kitāb al-Filāḥa (Livro da Agricultura), que é o documento medieval mais importante sobre o assunto e com técnicas bastante inovadoras como a rega gota a gota.

## Biografia
Seu nome completo era Abu Zacaria Iáia ibne Maomé ibne Amade ibne Alauame Alisbili (em árabe: أبو زكريا يحيى بن محمد بن أحمد بن العوام). A denominação "Alisbili" no final de seu nome se traduz como "o sevilhano". Suas datas de nascimento e morte são desconhecidas, e o pouco que se sabe sobre sua biografia é proveniente da sua própria obra. Parece que ele era um grande proprietário agrícola, e que fez muitas experimentações com uma ampla variedade de culturas. Também tinha grandes conhecimentos em tratados de agronomia escritos pelos seus antecessores.[carece de fontes?]

## Kitāb al-Filaḥa
Essa obra é um dos principais tratados de agronomia da época, nele ibne Alauame descreveu 585 espécies de plantas e 50 de árvores de fruto, indicando como deveriam ser cultivadas. O trabalho dele foi principalmente a compilação de escritos de 112 outros autores anteriores diferentes, enriquecida pela própria experiência de ibne Alauame sobre o assunto. Suas citações foram analisadas com os seguintes resultados: das cerca de 1900 citações diretas e indiretas no total, 615 são de autores gregos (a grande maioria da Geopônica de Cassiano Basso), 585 são de autores árabes do Médio Oriente (na grande maioria do Livro da Agricultura Nabateia atribuído a Ibn Wahshiyya), e 690 são de autores árabes andaluzes (ibne Bassal, Abu Alcair Alisbili ou ibne Alhajaje, os três escreveram livros sobre agronomia no final do século XI, cópias das quais sobreviveram apenas parcialmente).
O livro de ibne Alauame é uma enciclopédia agrícola de mais de mil páginas dividido em trinta e cinco capítulos embora só 34 sejam conhecidos. Os primeiros trinta tratam de colheitas e os quatro últimos tratam de gado. Os primeiros quatro capítulos do livro tratam sucessivamente de diferentes tipos de solos, fertilizantes, irrigação e planeamento de um jardim. Depois, há cinco capítulos sobre o cultivo de 50 árvores frutíferas, incluindo enxertia, poda etc. Os capítulos posteriores tratam da lavoura, da escolha das sementes, das estações do ano e suas tarefas, do cultivo de grãos, das leguminosas, dos pequenos lotes, das plantas aromáticas. Um capítulo é dedicado aos métodos de preservação e armazenamento de alimentos após a colheita, tópico que surge também intermitentemente em outros lugares. Os sintomas de muitas doenças das árvores e videiras são descritos, assim como os métodos de cura. Os capítulos sobre gado incluem informações sobre as doenças e lesões de cavalos e gado. Infelizmente essa obra ficou esquecida até ser reencontrada no século XVIII, na biblioteca do Escorial, uma edição foi publicada em 1802 com o texto em árabe e uma tradução em espanhol e em 1864 foi publicado uma tradução em francês. Estas publicações estão disponíveis gratuitamente online.